# 마리 크뢰위에르
마리 크뢰위에르(덴마크어: Marie Krøyer, 본명: 마리 트리프케(Marie Triepcke), 1867년 6월 11일 ~ 1940년 5월 25일)는 덴마크의 화가이다.

## 생애
방직 공장을 경영하던 독일계 덴마크인의 딸로 태어났으며 코펜하겐에서 성장했다. 카를 톰센(Karl Thomsen)이 운영하는 사립학교에서 그림을 전공했고 프랑스 파리에서는 아나 앙케르(Anna Ancher)와 함께 피에르 퓌뷔 드 샤반(Pierre Puvis de Chavannes)의 화실에서 회화를 배웠다.
1889년 7월 23일에는 독일 아우크스부르크에서 페데르 세베린 크뢰위에르(Peder Severin Krøyer)와 결혼했는데 페데르 세베린 크뢰위에르는 윌란반도 북부에 위치한 예술가들의 집단 거주 구역인 스카겐에서 활동하던 화가 가운데 한 사람이었다. 1891년에는 페데르 세베린 크뢰위에르와 함께 스카겐에 정착하게 된다.
페데르 세베린 크뢰위에르는 눈부신 미모를 가진 마리 크뢰위에르의 특성을 활용해서 마리 크뢰위에르가 등장하는 그림을 제작했다. 그렇지만 1900년에 페데르 세베린 크뢰위에르가 건강 문제로 인해 그림 작업에 나서기 어려운 상황이 되었고 나중에 이혼하고 만다.
1902년에는 이탈리아 시칠리아에서 스웨덴의 작곡가인 후고 알벤(Hugo Alfvén)을 만났으며 1912년 1월 30일에는 스웨덴 웁살라에서 후고 알벤과 결혼하게 된다. 그렇지만 후고 알벤과의 관계는 결혼 이후에 좋지 않은 상황에 놓이게 된다. 1928년에는 후고 알벤이 일방적으로 이혼을 선언했고 1936년에는 완전히 이혼하게 된다. 마리 크뢰위에르는 남은 인생을 스웨덴 스톡홀름에서 보냈다.

## 갤러리

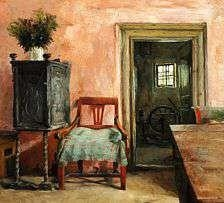
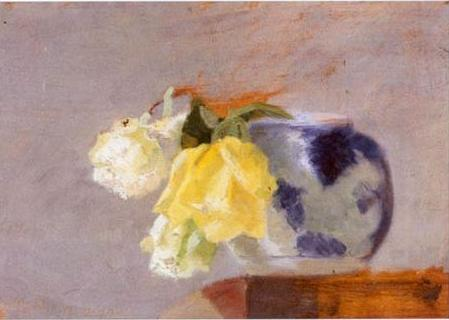
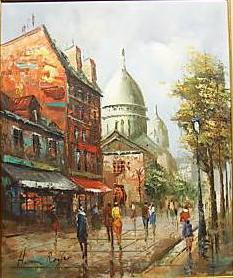
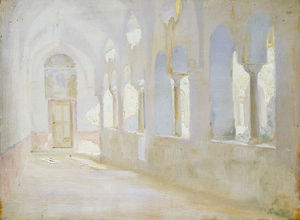